# Рудник Ouinne
Рудник Ouinne – гірничодобувний майданчик у Меланезії на острові Нова Каледонія (заморське володіння Франції).
У 1967-му підприємець Жорж Монтаньят (Montagnat) придбав права на розробку нікелевих покладів в районі Ouinne та в 1969-му почав тут видобуток з копальні (гірничого відводу) «Crabe». Є відомості, що в 1980-му до неї приєдналась копальня «Ouinne». Розробка велась традиційним для Нової Каледонії відкритим способом (лише на початку 1980-х на Ouinne існувала якась шахта).
З 1976-го розробку провадили через Georges Montagnat et Compagnie, а в 1982-му вона була перетворена на Société Minière Georges Montagnat (SMGM, також володіє рудником Tontouta). Того ж 1982-го на тлі кризи у нікелевій промисловості видобуток в Ouinne зупинили.
В 2008-му гірничий центр Ouinne відновив якісь роботи (щонайменше геологорозвідувальні). 
Станом на середину 2010-х накопичений видобуток руди склав біля 3 млн тонн. Також є відомості, що у 2021-му рудник видав 80 тисячі тонн руди.